# Otopleura mitralis
Otopleura mitralis är en snäckart som först beskrevs av Arthur Adams 1855.  Otopleura mitralis ingår i släktet Otopleura och familjen Pyramidellidae. Inga underarter finns listade i Catalogue of Life.